# Grenzzaun bei Ceuta

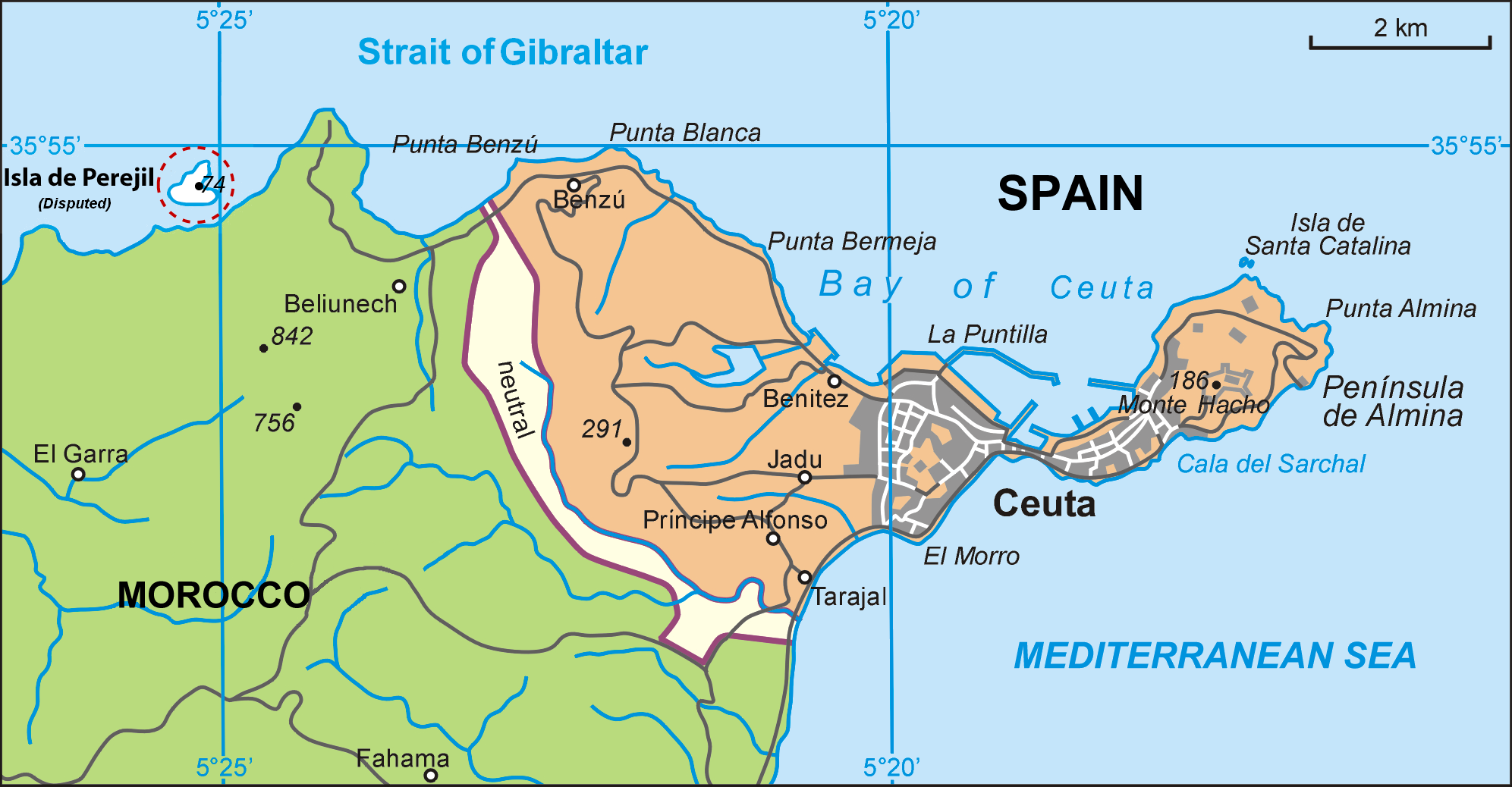
Karte von Ceuta

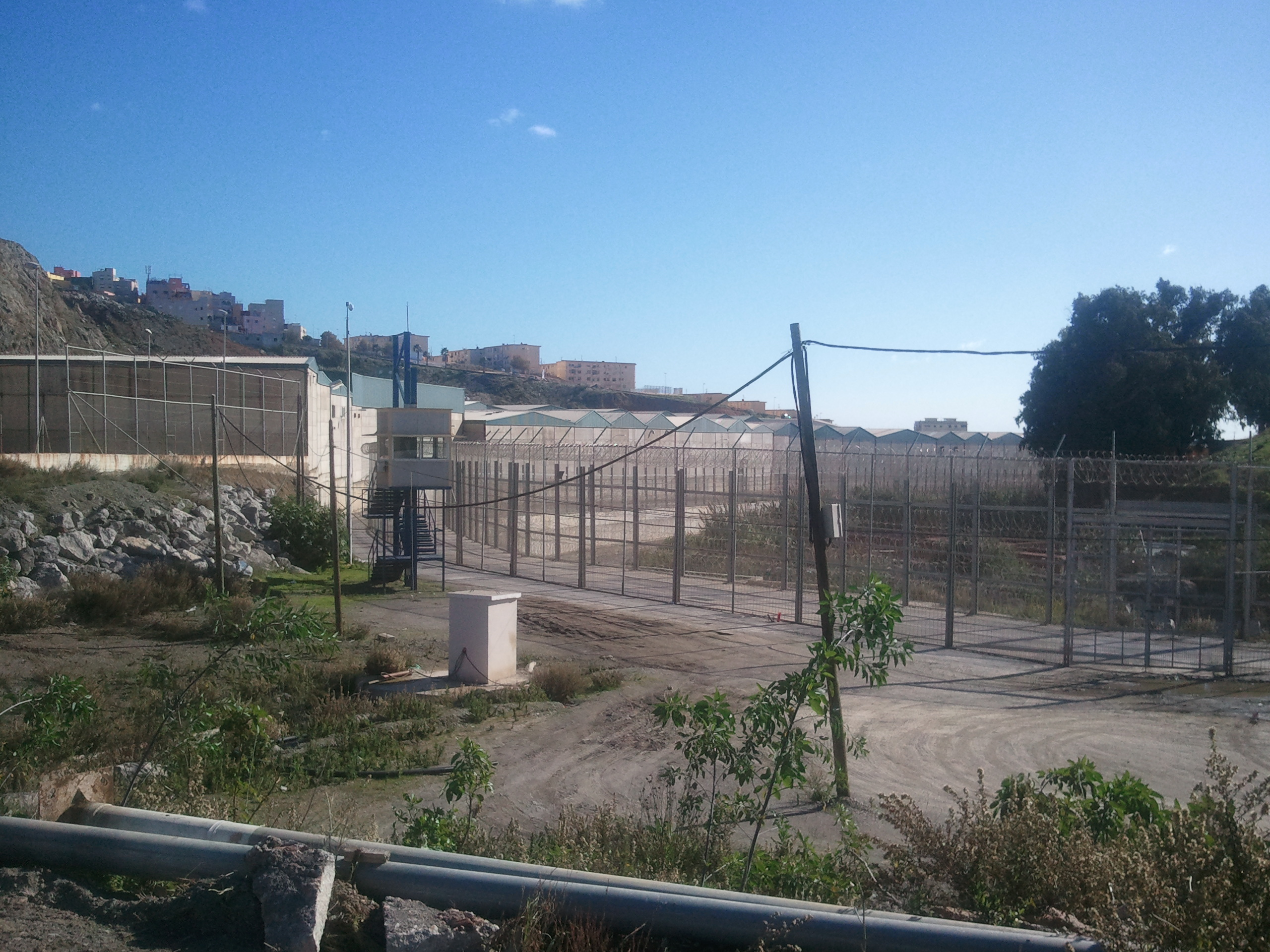
Grenzzaun und Wachposten (2011)

Die geografische Lage Ceutas

Der Grenzzaun bei Ceuta ist eine befestigte Grenze zwischen Marokko und der spanischen Stadt Ceuta. Die Exklave Ceuta liegt auf nordafrikanischem Festland an der Straße von Gibraltar. Das Ziel der Grenzanlage ist die Unterbindung von illegaler Einwanderung und Schmuggel.

## Geografie
Der Grenzverlauf hat eine Länge von gut 8 Kilometern und wird im Süden vom Arroyo de las Bombas und sein Quellfluss, dem Arroyo de Sidi Bruhim, und im Norden dem Arroyo de Benzu gebildet.

## Entwicklung
1993 wurde ein erster, 8,2 Kilometer langer Zaun an der Landgrenze zu Marokko errichtet, die Kosten trug zu 75 Prozent die EU. Der damalige Zaun erwies sich zu Beginn als ungeeignet zur Unterbindung von Grenzüberschreitungen. Zwei Jahre später begann die Errichtung einer erweiterten Anlage mit Stacheldraht. 2005 wurde sie von drei auf sechs Meter erhöht. Die gesamte Anlage ist (Stand 2008) 24 km lang.
Die Zäune stehen nach einer Untersuchung von 2014 teilweise bis zu 12 Meter hinter der eigentlichen Grenze auf spanischem Hoheitsgebiet, so dass sich Personen auch außerhalb der Zäune schon in Spanien befinden. Um Asyl zu beantragen, müssten Schutzsuchende jedoch nach Auffassung des spanischen Staates von 2014 die „funktionale“ oder „operative“ Grenze erreichen, die erst hinter der Mehrfachumzäunung beginnt.

## Krisen
Als 2005 mehrere hundert Menschen versuchten, den Zaun zu überwinden, schossen spanische Grenzwächter mit Gummigeschossen und marokkanische mit scharfer Munition in die Menge. Mindestens acht Menschen starben, einige wurden verletzt. Danach wurde der Zaun von drei auf sechs Meter erhöht; Hindernisse im Vorfeld des Zaunes sollen eventuelle Menschenmassen auflockern.

### 2016
Am 9. Dezember 2016 schafften es rund 400 Menschen aus Subsahara-Afrika, über den Grenzzaun nach Ceuta zu gelangen.
2016 schafften es nach der Einschätzung von Frontex fast tausend Migranten über die Grenzen von Ceuta oder von Melilla auf spanisches Gebiet; so viele waren es seit Jahren nicht mehr.

### 2017
Zum Jahreswechsel 2016/2017 versuchten rund 1100 Menschen aus Subsahara-Afrika, die Grenzbefestigung gewaltsam zu durchbrechen. Der Versuch wurde abgewehrt, 55 Polizisten und mehrere Grenzübergänger wurden verletzt.
Bei einem Massenansturm am 17. Februar 2017 versuchten rund 700 überwiegend aus Subsahara-Afrika stammende Männer, teils mit Werkzeug und Knüppeln ausgerüstet, die Grenzbefestigung zu überwinden. Dabei wurden 11 spanische und 10 marokkanische Polizisten und mindestens 30 der Stürmenden bei Zusammenstößen verletzt. 498 Personen durchbrachen oder überwanden die Sperren, 55 Menschen wurden sofort nach Marokko zurückgeschickt. Das UNHCR forderte, die übrigen Personen, die den Zaun überwunden hatten, auf das europäische Festland zu transportieren, damit sie menschenwürdig untergebracht werden könnten, solange ihre Asylanträge geprüft würden. Im Auffanglager Centro de Estancia Temporal de Inmigrantes (C.E.T.I.) in Ceuta wurden rund 400 Menschen betreut.
Drei Tage später, am Morgen des 20. Februar, gelangten erneut 300 Flüchtlinge und Migranten über den Zaun auf spanisches Gebiet. Elf Personen verletzten sich beim Überwinden der Grenzbefestigungen so schwer, dass sie ins Krankenhaus gebracht werden mussten.
Beobachter spekulierten, dass Marokko seine Polizei möglicherweise angewiesen habe, die Flüchtlingsbewegungen in Richtung Ceuta nicht mehr zu unterbinden, um ein Druckmittel bei Wirtschaftsverhandlungen mit der EU zu haben. Eine entsprechende Warnung vor einem Flüchtlingsstrom beim Scheitern des Wirtschaftsabkommens hatte die Regierung von Marokko Anfang Februar 2017 ausgesprochen.

### 2018
Ende Juli 2018 kam es zu einem erneuten Massenansturm von über 800 Migranten; sie hatten Löcher in den Grenzzaun geschnitten. Rund 600 von ihnen gelang die Einreise nach Ceuta; sie attackierten dabei Polizeibeamte mit selbst gebastelten Flammenwerfern und ätzendem Branntkalk. 15 verletzte Polizeibeamte und 16 Migranten kamen ins Krankenhaus. Grande-Marlaska äußerte danach, der Stacheldraht des Grenzzauns sollte trotzdem entfernt werden; das Sicherheitsniveau könne auch mit „weniger grausamen Mitteln beibehalten werden“.
Am 22. August 2018 gelang es 116 weiteren Migranten den Grenzzaun zu überwinden, nachdem über 300 Migranten versuchten, den Zaun zu stürmen. Hierbei wurden sieben Polizisten erneut mit Löschkalk, Batteriesäure und Exkrementen verletzt, um diese an der Grenzsicherung zu hindern. Bereits am darauffolgenden Tag wurden alle beteiligten Migranten nach Marokko abgeschoben. Nach Angaben der spanischen Behörden hatte keiner der abgeschobenen Migranten einen Asylantrag gestellt, obwohl ihnen anwaltliche Hilfe zuteilgeworden sei.

### 2019
Am 30. August überwanden etwa 150 Personen aus einer Gruppe von 250 Migranten erfolgreich den Grenzzaun. Sechs Polizisten und neun der Migranten wurden verletzt.
Am 18. November 2019 durchbrach ein Marokkaner mit einem Kleintransporter ein Grenztor. 52 Personen aus Sub-Sahara-Afrika verließen anschließend das Fahrzeug und wurden von Sicherheitskräften in eine Krankenstation gebracht.

### 2021
Ab 17. Mai 2021 gelangten tausende von Flüchtlingen nach Ceuta, indem sie durch das Meer schwammen. Die Massenflucht wurde möglich, weil sich die marokkanischen Sicherheitskräfte, die zuvor stets die Wassergrenze bewacht hatten, zurückgezogen hatten. Der Rückzug ist offenbar von Marokkos König Mohammed VI. angeordnet, dieser benutze die Migrationspolitik regelmäßig, um Druck auf Spanien und Europa auszuüben. Als konkreter Anlass wird davon ausgegangen, dass Marokko sich daran störte, dass Spanien Brahim Ghali, dem Generalsekretär der Befreiungsbewegung Frente Polisario, eine Krankenhausbehandlung im spanischen Logroño ermöglichte.

## Tunnelanlagen
Im März 2025 wurden erneut eine Tunnelanlage entdeckt, die in 12 Metern Tiefe unter der Grenzanlage verläuft. Sie wurde zum Schmuggel von Drogen errichtet. Durch sie wurden große Mengen Haschisch nach Ceuta und weiter auf die Iberische Halbinsel gebracht. Die Anlage wurde in Zusammenarbeit zwischen den marokkanischen und den spanischen Behörden, in der sogenannte Operación Hades aufgespührt.